# Cañeros de Los Mochis
Los Cañeros es un equipo de béisbol profesional integrante de la Liga Mexicana del Pacífico (LMP), con sede en la ciudad de Los Mochis, Sinaloa, México Cuentan con 4 títulos de liga, el último en la temporada 2022-2023. Cabe mencionar que esos cuatro títulos fueron logrados en la segunda etapa y ya con el nombre de Liga Mexicana del Pacífico.
Los Cañeros tienen su antecedente en los "Pericos de los Mochis" de la vieja Liga de la Costa del Pacífico, quienes participaron en 11 temporadas sin obtener Campeonatos.

## Historia

### Pericos de los Mochis
El año de 1947 sería para la Liga de la Costa del Pacífico de cierta trascendencia histórica, pues por primera vez el número de equipos alcanzó la cifra de seis al incluirse el Club “Trigueros” de Ciudad Obregón y el de “Pericos” de Los Mochis; junto a ellos repetían Mazatlán, Culiacán, Guaymas y Hermosillo armando así la tercera temporada del joven circuito; Sonora y Sinaloa estaban equilibrados en fuerzas beisboleras.
La temporada comenzó el día sábado 25 de octubre jugando Culiacán y Los Mochis, el resultado de la serie fue uno ganado para cada quién con un empate.
Al finalizar la temporada Los Pericos de los Mochis terminaros con 24 juegos ganados y 36 perdidos, lo que lo colocó en la 5.ª posición en el standig.
En la temporada 1949-1950, se había pactado que, la serie por el título se llevaría a cabo entre los ganadores de ambas vueltas en caso de que fueran diferentes, como sucedió, esto es, Mochis VS Culiacán. La serie comenzó en la capital sinaloense enfrentándose el día 11 de marzo ante un lleno impresionante en el Estadio Ángel Flores, el partido resultó con victoria para al equipo de Mochis por marcador de 1-0; el domingo 12 de marzo por la mañana Alfonso La Tuza Ramírez sube al montículo a regresarle la blanqueada a Mochis derrotándolos por idéntico marcador. La serie estaba empatada a 1 juego por bando.
Por la tarde del día 13 de marzo, Mochis venció a Culiacán por marcador de 2 carreras por cero en el último partido de la temporada en Culiacán. La serie se trasladaría a Mochis con desventaja para los tacuarineros. El sábado 19 de marzo el Estadio de Los Mochis fue insuficiente para contener a los fanáticos que estaban presenciando la Primera Serie por el Campeonato de Béisbol del Noroeste de México. Con pitcheo de Juan Conde, los Cañeros avanzaron 3-1 en la serie al derrotar a la escuadra de Manuel Arroyo por marcador de 8 carreras a 1. El domingo 20 de marzo por la mañana Manuel el Negro Morales detuvo la celebración cañera al derrotarlos por marcador de 12-7; la serie se ponía 3-2.
El domingo por la tarde Memo Luna es designado para abrir el partido y al llegar a la novena entrada con el juego a su favor 3-2 un “texas” de Chorejas Bravo impulsa dos anotaciones y sorprendentemente Culiacán toma la ventaja terminando el encuentro 5-4 a favor de los Tacuarineros empatándose la serie a tres triunfos por bando. Al día siguiente, lunes 21 de marzo, Culiacán obtiene el campeonato en medio de un ambiente de angustia al vencer 5-2 a un incrédulo equipo de Mochis que vio caer el título de sus manos; en tres oportunidades jamás pudo obtener la ansiada cuarta victoria... fue la primera tragedia deportiva en la Liga de la Costa.
En la edición 1952-53 los directivos de los Cañeros vieron que las pérdidas económicas eran fuertes, y decidieron abandonar el circuito junto a los Ostioneros de Guaymas cuando apenas se jugaba la segunda mitad de la campaña. Fue aquella temporada cuando llegaron los Medias Azules de Guadalajara, y donde al final los demás equipos se sortearon a los jugadores de Guaymas y Los Mochis

### Cañeros de los Mochis
CAÑEROS REGRESARON EN 1955-56

Después de dos campañas de ausencia, los Cañeros regresaron con renovados bríos y con un equipo remozado firmaron un convenio de trabajo con los Cardenales de San Luis. Pero las cosas no salían de nuevo y mientras jugadores iban y venían, Los Mochis se reforzó con "Chanquilón" Díaz que volvía al equipo pero no fue lo que se esperaba. Al final, Los Mochis fue eliminado de los play off. Grandcolas, Bennet y Romonosky no hicieron mucho por el equipo y de nuevo el fracaso.
Para 1958 la liga cambia de nombre a Liga Invernal de Sonora y los equipos que participarían serían solo 4 de esta entidad, Naranjeros de Hermosillo, Ostioneros de Guaymas, Rojos de Ciudad Obregón y Rieleros de Empalme.
En la temporada 1962-63, los Cañeros de los Mochis se integran a la "liga Sonora", compitiendo con los equipos de Naranjeros de Hermosillo, Ostioneros de Guaymas, Rieleros de Empalme, Yaquis de Cd. Obregón y Mayos de Navojoa.
Fue una primera campaña con unos Cañeros de Los Mochis que debutaban en este circuito y al final de la primera mitad finalizaban con un récord de 15-15 en la primera mitad y en la segunda concluyeron como líderes con un récord de 18-12. Una primera temporada y una primera serie final la cual no fue de fortuna al caer ante los Ostioneros de Guaymas. Un juego decisivo que se efectuó el domingo 3 de marzo de 1963 en un partido que finalizó 6-5 y donde Aarón Flores fue la figura máxima al lanzar 14 entradas. Lázaro Uzcanga fue el abridor por los Cañeros, contando con relevo de Domingo Hernández.
En 1965 se daría paso a la "Liga Sonora-Sinaloa", al integrar a "Tomateros de Culiacán" y "Venados de Mazatlán".

## Títulos

### Título 1968-1969
La magia de Benjamín 'Papelero' Valenzuela
La temporada 1968-69 no presagiaba nada bueno para los Cañeros. Desde antes de arrancar esa XI contienda beisbolera de la Liga Invernal Sonora-Sinaloa, desertó Chito García que había sido escogido como timonel de los verdes, colocando a Papelero Valenzuela como el brazo derecho del tormentoso mánager.
La campaña estaba programada para inaugurarse el 10 de octubre de 1968. Faltando 9 días para que se iniciara el campeonato, Chito García se fue sin avisar y dejó a Los Mochis al garete. Una temporada antes, los equipos jugaron sin extranjeros y fue un rotundo fracaso en el renglón taquilla, y para la undécima campaña se aprobaron a tres importados por equipo.
La directiva de los cañeros encabezada por Martín Estrada y respaldada por Armando Valderrama, Leonardo Félix y otros, nombró mánager el "Papelero" Valenzuela, poniendo como entrenador al cubano Américo Pérez, que llegó hasta con su patita de conejo que decían era el amuleto de la "buena suerte".
Al comenzar la campaña el equipo no tuvo mucha suerte, entonces el Papelero comenzó a improvisar posiciones al tener a los titulares lesionados. Incluso, el mismo jugó hasta el jardinero. Al finado Beto Palafox, que era cácher, lo improvisaron en algunos partidos en la tercera base y hasta de pitcher.
Cal Emery que era primera base también lanzó unos innings. Eleazar Moreno que era pitcher jugó de jardinero que era primera base también lanzó unos inning. Eleazar Moreno que era pitcher jugó de jardinero. Neto Cruz que era jardinero lo pusieron de cácher cuando Gregorio Luque se lastimó.
Cuando la temporada había avanzado los primeros 18 juegos, Guaymas amenazó con abandonar el circuito ya que había sufrido 17 derrotas. Para salvar la temporada se convocó a una junta urgente el 4 de noviembre, y en ella se aprobó una manera diferente de manejar el standing. Se echó manos de los puntitos que todavía rigen en nuestro circuito, ya que ha dado muy buenos resultados así como en Nicaragua, donde se inventó este sistema.
Y así comenzó a dar buenos resultados el nuevo sistema, también los Cañeros comenzaron a carburar y terminaron la vuelta en un honroso segundo lugar. En la segunda parte del rol se adueñaron de un tercer lugar Para totalizar 9 puntos, metiéndose a los play offs junto con Obregón, Guaymas y Hermosillo. Jugaron todos contra todos y los cañeros superaron a todo mundo terminando la temporada en primer lugar con una ventaja de 2.5 juegos sobre los Yaquis de Obregón.

### Los primeros Cañeros Campeones
Receptores: Gregorio Luque y Beto Palafox.
Pitchers: César Cordero, Ignacio Valdez, Simón Betancourt, Don Secrist, David "látigo" Jiménez, José Peña, Antonio Pollorena, Panchillo Ramírez, Salvador Sánchez, Eleazar Moreno, José Ramón Rocha y Joel Navarro López.
Cuadro: Cal Emery, Gabriel Lugo, Aurelio Rodríguez, Chico Rodríguez y Benjamín "Papelero" Valenzuela.
Jardineros: Obed Plascencia, Bobby Treviño, Sandy Valdespino, Emilio Sosa, Manuel Ponce, Gonzalo Villalobos y Neto Cruz.
Mánager: Benjamín Papelero Valenzuela
En el 2007 el Club de los Cañeros de los Mochis distinguieron a Benjamín "Papelero" Valenzuela como personalidad en el 45 aniversario de la organización. En 2012 se le nombró “Mejor Mánager de los primeros 50 Años de Cañeros”.El 10 de octubre de 2016 se retiró el número 14 que utilizó en la mayor parte de su carrera, número que desde entonces luce en la barda del Estadio “Emilio Ibarra Almada”, reconociéndolo como inmortal de la organización de los Cañeros de Los Mochis.

### Título 1983-1984

#### El batazo de "Wenchi" que valió oro
En aquel 1983, la liga decidió que tras un año sin importados, ahora pudieran actuar cuatro extranjeros por equipo. Volvieron los aficionados a los estadios de los 10 conjuntos que integraron esa temporada el béisbol invernal de la costa.
Los Cañeros salieron a cumplir con su consabida gira de 8 juegos por la frontera. Llegaron a Mexicali ocupando un segundo lugar, medio juego abajo del líder, y los cuatro juegos los perdieron los cañeros. Luego llegaron a Tijuana donde también fueron barridos para regresarse con el cargamento de 8 derrotas consecutivas, pero lo más insólito, que para curar esas derrotas se trajeron a Jaime López que fue prestado por los Potros de Tijuana.
Y aunque parezca curioso, al llegar Jaime López el equipo comenzó a ganar y pronto recuperaron su sitio en el standing, salvándose Vinicio García, de ser dado de baja, ya que al regresar de las fronteras, se le puso como condición que si no ganaban su siguiente serie, le soltarían la guillotina en el pescuezo y Los Mochis se agenció los suficientes triunfos para terminar en segundo lugar al concluir la primera vuelta. En la segunda mitad nadie le vio el polvo, terminaron en primer lugar con una amplia ventaja de 5.5 juegos sobre su más cercano perseguidor.
Por ese tiempo se permitían los refuerzos y los cañeros seleccionaron al pitcher Freddy Arrollo para los play offs.
Los Mochis tuvo como primer rival a los Mayos de Navojoa eliminándolos pronto, al necesitar solamente de 6 juegos. Para el segundo play Off el equipo esmeralda se reforzó con Jim Collins, y la adquisición rindió frutos al imponerse Los Mochis a sus odiados rivales Tomateros de Culiacán, a quienes derrotaron en 8 juegos provocando una algarabía colectiva en todo el valle del Fuerte. En el último juego contra Culiacán que Los Mochis ganó 3-1, el estadio "EIA" se abarroto con 12 mil aficionados.

#### La Gran Final
Los Mochis y Guaymas pasaban a la gran final, y para suplir a Chuck Canady que abandono la nave, seleccionaron como refuerzo a Leo Valenzuela, mientras a Jim Collins cubría atingentemente a Dan Murphy, en la primera base. La ausencia de Canady era la que más se lamentaba, ya que el moreno jardinero central había bateado para 254, con 14 jonrones y 43 impulsadas.
El 21 de enero de 1984 se inició la serie titular en el "EIA" con triunfo para Guaymas por blanqueada de 1-0, siendo Jesús Reynoso el ganador y Alfonso Pulido el derrotado. El 22 los cañeros empataron la serie al triunfar por 8-2 con serpentina de Memo Valenzuela, que superó a Heleno Cuen. Leo Valenzuela pego Jonrón.
La noche del 24 de enero la secuela pasaba a Guaymas y los Ostioneros se fueron al frente al ganar 8-2 con su refuerzo Vicente Romo, perdiendo Freddy Arroyo. El 25 los verdes emparejaron la gran final al triunfar por 3-2 con relevo de Carlos Granillo que superó al Conejo Díaz. El 25 Los Mochis se colocó muy cerca de la coronación al imponerse a los porteños por 8-2, siendo Alfonso Pulido el ganador y Ken Angulo el derrotado.

#### La noche de Gloria
El 28 de enero regreso la serie al "EIA" que registro una entrada grande, y el juego respondió a la expectativa de una gran final al triunfar los cañeros de 1-0, en 12 inning. Todavía se recuerda aquella noche inolvidable, cuando Wenchi Ramírez de emergente, conectó un batazo que techo al jardinero izquierdo estando las bases llenas, para remitir a Alvin Moore con la carrera que desbordaba la gritería del un campeonato de los Cañeros.

#### Cácheres: Guadalupe Quintero, Andy Pasillas y Enrique Villalobos.
Pitchers: Jairo Valenzuela, Aníbal Díaz, Memo Valenzuela, Carlos Granillo, Pepe Alfonso Pulido, José Edgardo Ramírez, Álvaro Soto, Ramón Guzmán, Vicente Palacios, Ramón Rodríguez, Ildefonso Velásquez, Match Zwolensky.
Cuadro: Dan Murphy, Jaime López, Juan Francisco Rodríguez, Pachorritas Rodríguez, Wenchi Ramírez, Oscar Martínez, Víctor Quintero y Aurelio Rodríguez.
Jardineros: Chuck Canady, Rudy Rodríguez, Alvin Moore, Josué Rendón, Ricardo Sáenz y David Villagómez.

### Título 2002-2003
Todo lo malo de ese paso tan desastroso inicial, se superó a base de esfuerzo que culminó el inolvidable 27 de enero de 2003.
Los Cañeros iniciaron la campaña 2002-2003 con el pie izquierdo perdiendo los dos juegos inaugurales ante Guasave, las derrotas se extendieron hasta 9 a cambio de una sola victoria. LA directiva cesó al mánager Mario Mendoza y en su lugar nombró a Juan Francisco Rodríguez. Aunque las cosas cambiaron un poco no lograron levantarse y terminaron la primera vuelta en último lugar con una marca negativa de 11 victorias y 23 derrotas.
La Segunda Vuelta inició con altibajos pero se mantuvieron en los primeros lugares, la calificación se dio de forma dramática en el último juego del rol regular. En esa última serie los Cañeros recibieron a los Águilas de Mexicali, perdieron el primer juego y la eliminación se hacía inminente, pero los verdes consiguieron las siguientes dos victorias para calificar al playoffs contra todos los pronósticos.
La Serie de fuegos finales se inició en la casa de los temidos Naranjeros de Hermosillo, el primer juego fue ganado por los verdes pero perdieron el segundo. En la reanudación de la serie en Los Mochis los de casa barrieron ganando los 3 juegos para clasificar a las semifinales.
En la Serie Semifinal tocó enfrentarse a unos fuertes Venados de Mazatlán que abrían en su casa, los porteños no supieron aprovechar la localía y cayeron en los 2 primeros juegos. La semifinal regresó a Los Mochis, donde los Cañeros avanzaron a la gran final ganando 2 de esos 3 últimos juegos. Por el otro lado los Yaquis de Obregón hicieron lo propio venciendo a los Tomateros de Culiacán en PlayOffs y a los Águilas de Mexicali en semifinales.
La gran fiesta de la Serie Final inició un 22 de enero de 2003 en el Estadio "Tomás Oroz Gaitán" de los Yaquis de Obregón, por primera vez ambos equipos se enfrentaban en una final y ambos llegaban con sed de obtener el cetro pues el último título de los Yaquis había sido en la temporada 1980-81, y el último de los Cañeros en la 1983-1984.
ROSTER DE LOS CAÑEROS
Catchers: Saúl Soto, Héctor Hurtado.
Pitchers: Rafael Díaz, Bronswell Patrick, Juan Jesús Álvarez, Víctor Álvarez, Alonso Beltrán, David Domínguez, Dennys Reyes, Édgar Lizárraga, Asdrúbal Amarillas, Rosario Cázarez, Mauro Nieblas, Carlos Chávez, Antonio Osuna.
Cuadro: Calvin Pickering, Pedro Meré, Trinidad Robles, Iván Cervantes, James Lofton, Augie Ojeda, Ramón Orantes.
Jardineros: Matías Carrillo, Alonso Tellez, Rontrez Johnson, Jayson Bass, Víctor Bojórquez.
Mánager: Juan Francisco "Chico" Rodríguez.
| Temporada | Equipo Campeón        | Serie | Equipo Subcampeón        | Mánager Campeón                  |
| 1968-1969 | Cañeros de Los Mochis | *     | Yaquis de Ciudad Obregón | Benjamín "Papelero" Valenzuela   |
| 1983-1984 | Cañeros de Los Mochis | 4-2   | Ostioneros de Guaymas    | Vinicio García                   |
| 2002-2003 | Cañeros de Los Mochis | 4-1   | Yaquis de Ciudad Obregón | Juan Francisco "Chico" Rodríguez |
| 2022-2023 | Cañeros de Los Mochis | 4-2   | Algodoneros de Guasave   | José Moreno                      |

Nota: El (*) significa que el campeón se definió por la primera posición al final de temporada.
CUERPO TÉCNICO: Juan Navarrete, Teodoro Higuera, Roy Johnson, Francisco Chávez, Freddy Arroyo, Florentino Duarte, Guadalupe Quintero, José María Leal.

## Serie del Caribe

### San Juan 1984
Cañeros ha logrado en una ocasión salir subcampeón de la Serie del Caribe.
Mochis quedó a tan solo 1 juego del campeón venezolano, en una Serie que definió al equipo campeón hasta el último día de competencia.
EL PRIMER JONRON EN EL ESTADIO VERDE
Para la campaña 1948-49, los directivos de los Cañeros se preocuparon por tener un funcional parque de pelota y fue así como surgió aquel Estadio Mochis, ubicado en un lugar que le llamaban Fraccionamiento Estadio. Lógicamente un modesto parque de peloteo, pero donde se vieron grandes hazañas como aquel jonrón de Marvin "La Coqueta" Williams. Los historiadores verdes mencionaban aquel jonrón que los aficionados gozaron. Fue en el tercer juego de la serie ante Guaymas cuando lanzando Ladislao Zamora, Williams le hizo el swing y la pelota salió del parque. Se dice que los aficionados festejaron ese cuadrangular en gran forma, incluso hasta el mismo cronista que narraba los juegos aventó el micrófono y se fue a saludar a Williams. Aquellos Cañeros repetían en el timón a Lázaro Salazar y aparecían jugadores como el receptor Raúl "El Socio" Navarro, el mismo Marvin Williams, Celso Zendejas, Felipe "El Burro" Hernández, Héctor "La Comadre" Leal, Felipe Montemayor, Memo Luna, Juan Conde Broker, "Balazos" McDaniels, entre otros.
LLEGARON PARA QUEDARSE
Desde aquella campaña los Cañeros llegaron para quedarse, aunque hay que destacar que en 1980-81 y debido a una serie de problemas económicos, los directivos verdes decidieron solicitar un permiso para ausentarse al igual que los Potros de Tijuana. Cabe mencionar que una temporada antes, el CP Jesús Estrada Rocha se estrelló en su avión y ese fue un duro golpe para los directivos ya que Estrada Rocha fungía en aquel entonces como presidente del club. Pero más atrás, los aficionados gozaron con el primer campeonato de los Cañeros y fue en 1968 cuando bajo el mando de Benjamín "Papelero" Valenzuela le daban a los aficionados la primera satisfacción al obtener el gallardete. Fue un 7 de enero de 1969 cuando llegó la coronación al vencer a los Yaquis de Ciudad Obregón.
Un equipo donde las figuras fueron un Aurelio Rodríguez, Carlos "Bobby" Treviño, Gabriel Lugo, Sandy Valdespino, Salvador Sánchez, Simón Betancourt, entre otros. Ya en la década de los 70, los Cañeros vivieron grandes temporadas con finales consecutivas bajo el mando del cubano Tony Oliva. Aún se recuerda aquella final ante los Venados de Mazatlán el la edición 1976-77 y bajo el mando de Alfredo Ortiz que había entrado al relevo. Los Cañeros solo ganaron un partido en esa serie final y fue con Pancho Barrios, quien llegó en calidad de refuerzo. También se recuerda aquella final un año después ante los Tomateros de Culiacán. Un jonrón de Jesús Sommers sobre los lanzamientos del zurdo Kevin Bruce Stanfield ponía como locos a los aficionados de Culiacán y es que con ese batazo los guindas dejaban a los Cañeros en el camino. También aquella final del 83-84 ante los Ostioneros de Guaymas y la más reciente el 2002-2003, que le dio su participación sin mucha fortuna en Carolina, Puerto Rico. Un equipo donde el gran Juan Francisco Rodríguez tomó al equipo ya entrada la campaña y los llevó hasta el campeonato en un año muy especial para la fanaticada verde, ya que se cumplía exactamente el centenario de la fundación de la ciudad. Los verdes también estuvieron en Puerto Rico en 1984 alcanzando el subcampeonato.
| Año  | Sede     | Subcampeón            | Mánager        | Récord | Campeón           |
| ---- | -------- | --------------------- | -------------- | ------ | ----------------- |
| 1984 | San Juan | Cañeros de Los Mochis | Vinicio García | 4-2    | Águilas del Zulia |

#### Serie del Caribe 2023
Los Cañeros participaron en la Serie del Caribe 2023, en la cual quedaron en tercer lugar, luego de vencer a Vaqueros de Montería, de Colombia con una victoria 1 x 0.

## Jugadores

### Roster actual
Actualizado al 29 de diciembre de 2022.
| Cañeros de Los Mochis Roster 2022-23     |    |                                    |                       |
| C U E R P O T É C N I C O                |    |                                    |                       |
| Mánager                                  | 16 | Bandera de la República Dominicana | Félix Fermín          |
| Coach de Pitcheo                         | 55 | Bandera de Venezuela               | Giovanni Carrara      |
| Coach de Bateo                           | 28 | Bandera de Cuba                    | Michel Abreu          |
| J U G A D O R E S                        |    |                                    |                       |
| L A N Z A D O R E S                      |    |                                    |                       |
| Batea: D / Tira: D                       | 10 | Bandera de Estados Unidos          | Nick Struck           |
| Batea: D / Tira: D                       | 15 | Bandera de México                  | Darel Torres          |
| Batea: Z / Tira: Z                       | 23 | Bandera de México                  | Fabián Cota           |
| Batea: D / Tira: D                       | 25 | Bandera de Cuba                    | Yoanner Negrín        |
| Batea: D / Tira: D                       | 32 | Bandera de México                  | Andrés Ávila          |
| Batea: Z / Tira: Z                       | 33 | Bandera de México                  | Tomás Solís           |
| Batea: Z / Tira: D                       | 41 | Bandera de la República Dominicana | Rafael Pineda         |
| Batea: D / Tira: D                       | 43 | Bandera de México                  | Juan Gámez            |
| Batea: D / Tira: D                       | 45 | Bandera de México                  | Luis Fernando Miranda |
| Batea: Z / Tira: Z                       | 50 | Bandera de México                  | Carlos Vázquez        |
| Batea: D / Tira: D                       | 56 | Bandera de México                  | Miguel Vázquez        |
| Batea: D / Tira: D                       | 81 | Bandera de México                  | Luis Enrique Guzmán   |
| Batea: D / Tira: D                       | 82 | Bandera de México                  | Freddy Quintero       |
| Batea: D / Tira: D                       | 95 | Bandera de México                  | Miguel Alberto López  |
| Batea: D / Tira: D                       | 99 | Bandera de México                  | Omar Araujo           |
| R E C E P T O R E S                      |    |                                    |                       |
| Batea: Z / Tira: Z                       | 22 | Bandera de Alemania                | Bruce Maxwell         |
| Batea: D / Tira: D                       | 51 | Bandera de México                  | Juan Carlos Camacho   |
| Batea: D / Tira: D                       | 61 | Bandera de México                  | Juan Carlos Haro      |
| J U G A D O R E S D E C U A D R O        |    |                                    |                       |
| Segunda base - Batea: D / Tira: D        | 0  | Bandera de México                  | Oliver Zepeda         |
| Parador en corto - Batea: S / Tira: D    | 7  | Bandera de Estados Unidos          | Marco Jaime           |
| Primera base - Batea: Z / Tira: Z        | 12 | Bandera de México                  | Eric Meza             |
| Tercera base - Batea: Z / Tira: D        | 48 | Bandera de México                  | Rodolfo Amador        |
| Parador en corto - Batea: D / Tira: D    | 58 | Bandera de México                  | Jorge Enrique Rivera  |
| Segunda base - Batea: D / Tira: D        | 74 | Bandera de México                  | Isaac Rodríguez       |
| J A R D I N E R O S                      |    |                                    |                       |
| Jardinero central - Batea: D / Tira: D   | 1  | Bandera de Estados Unidos          | Justin Dean           |
| Jardinero izquierdo - Batea: D / Tira: D | 9  | Bandera de la República Dominicana | Wagner Lagrange       |
| Jardinero derecho - Batea: D / Tira: D   | 31 | Bandera de Cuba                    | Yasmany Tomás         |
| Jardinero central - Batea: Z / Tira: Z   | 66 | Bandera de México                  | Édgar Robles          |
| Jardinero central - Batea: Z / Tira: D   | 71 | Bandera de México                  | Andrés Ayón Ramírez   |
| Jardinero izquierdo - Batea: D / Tira: D | 96 | Bandera de México                  | Brayan Mendoza        |

 =  Cuenta con nacionalidad mexicana. 

## Uniforme Alternativo
| Colores del equipo        |                                         |                    |
| Colores del equipo        | Emblema del equipo · Colores del equipo | Colores del equipo |
| Colores del equipo        |                                         |                    |
| Colores del equipo        |                                         |                    |
|                           |                                         |                    |
| Uniforme Especial "Retro" |                                         |                    |